# Nicolas Bechtel
Nicolas Bechtel (* 15. Februar 2005) ist ein US-amerikanischer Schauspieler. Bekannt wurde er für seine Rolle als Spencer Cassadine in der US-Serie General Hospital.

## Leben
Bechtel erhielt 2012 seine erste Rolle in der Serie Zeit der Sehnsucht. Seit 2016 spielt er die Rolle des Louie Diaz in der Disney-Channel-Serie Mittendrin und kein Entkommen.
Bechtel lebt in Los Angeles. Er hat eine ältere Schwester und ist Christ.

## Filmografie
- 2012: Zeit der Sehnsucht (Days of Our Lives)
- 2013: The List
- 2013: The Goodwin Games
- 2013: Meine Schwester Charlie (Good Luck Charlie)
- 2013–2015: General Hospital
- 2014: Baby Daddy
- 2014: Rake
- 2014: Das Leben und Riley (Girl Meets World)
- 2014: Red Band Society
- 2015: Grey’s Anatomy
- 2015: Underdog Kids
- 2016–2018: Mittendrin und kein Entkommen (Stuck in the Middle)
- 2016: American Crime Story